# Jean-François Pernin
Pour les articles homonymes, voir Pernin.
Jean-François Pernin, né le 20 janvier 1942 à Paris et mort le 12 février 2024 à Montaren-et-Saint-Médiers (Gard), est un journaliste et homme politique français. Il est maire du 12e arrondissement de Paris de 1995 à 2001 et succède ainsi à son père, Paul Pernin. Membre de l'UDF jusqu'en 2007, il appartient ensuite au MoDem.

## Biographie
Jean-François Pernin, né le 20 janvier 1942, est journaliste pendant 20 ans au quotidien Le Monde. En 1995, alors qu'il est second sur la liste de Camille Cabana qui remporte l'élection municipale, il devient maire à la suite de la nomination de ce dernier en tant que conseiller du président Jacques Chirac à l'Élysée. En 2001, il est battu au second tour face à Michèle Blumenthal (PS) qui est élue maire de l'arrondissement avec 51,08 % des suffrages. Conseiller de Paris depuis 2001, il est le candidat UDF-MoDem aux élections législatives de 2007 pour la huitième circonscription de Paris et obtient 12,31 % des voix.
Aux élections municipales de mars 2008, il refuse de figurer en deuxième position sur la liste MoDem de l'arrondissement et se présente sous ses propres couleurs. Il obtient 6,50 % des voix.
Jean-François Pernin meurt le 12 février 2024 à Montaren-et-Saint-Médiers (Gard) à l'âge de 82 ans.

## Mandats électifs
- Maire du 12e arrondissement de Paris de 1995 à 2001.
- Conseiller de Paris entre 2001 et 2008.